# Línea 15 (Córdoba)
La Línea 15 es una línea de transporte urbano de pasajeros de la ciudad de Córdoba, Argentina. El servicio está actualmente operado por la empresa Coniferal.
Anteriormente el servicio de la línea 15 era denominado como N5 desde 2002 por Coniferal, hasta que el 1 de marzo de 2014 por la implementación del nuevo sistema de transporte, la N5 se fusiona como 15 operado por la misma empresa.

## Recorrido
Servicio diurno y nocturno.
IDA: Calamuchita - Alem -Auzzani - Antucura- Lancun - Linco - Cruz Alta - R. de Luna - D. Álvarez - Cauque - Arrayan - Molleyaco - S. Pedro Toyos - P. Labrada - D. Álvarez - G. Vagni - D. Álvarez - R. Nuñez - O. Pinto - Caraffa - Castro Barros - Avellaneda - Av. Colon - Av. Olmos - Santiago del Estero - Parana - Bv. Illia - Av. Sabattini - Ruta 9 (Sur) - Av. Savio - Gamarra - Rotonda (Der) - Perello - Cruza el Arco de Entrada hacer 4 cuadras y doblar a la Izq Finaliza en posta policial.
REGRESO: Calle Publica frente a Posta Policial- por calle Publica a la Izq. cuatro cuadras - Diez Medina - Perello - Hace la Rotonda (Der) - Gamarra  - Botello - Savio - Ruta 9 Sur - Av. Sabattini - Bv. Illia - Chacabuco - Maipú - Sarmiento - Hto Primo -Avellaneda - C. Barros - Av. Caraffa - O. Pinto - R. Nuñez - D. Álvarez- G. Vagni - D. Álvarez -P. Labrada - S. P. Toyos - Molleyaco - D. Álvarez - R. de Luna - Cruz Alta - Linco – Lancun - Antucura - Peron - U. Nacional- Alem - Calamuchita- Ingreso al Predio.